# Demonoid
Demonoid è un noto BitTorrent tracker e sito web che include forum di discussione relativi al file sharing e un indice ricercabile per i tracker. Il sito ha subito periodi di estesa oscurazione a causa della necessità di spostare i server, dovuto generalmente alla cancellazione del servizio ISP a causa di leggi locali.
Nel tardo 2013, l'originale nome di dominio Demonoid fu sottoposto al controllo di una società, che ha lanciato un sito placeholder promettendo il ritorno di Demonoid e sollecitando donazioni in Bitcoin, e che all'inizio del 2014 cominciò a operare come tracker dei vecchi torrent Demonoid.
Il 29 marzo 2014 l'originale archivio di torrent Demonoid ritornò disponibile dal sito web "demonoid.ph". Il 3 dicembre 2014, Demonoid ha cambiato nuovamente il dominio in "demonoid.pw".